# Quần đảo Bắc Mariana
Quần đảo Bắc Mariana, tên chính thức là Thịnh vượng chung Quần đảo Bắc Mariana (Commonwealth of the Northern Mariana Islands), là một lãnh thổ chưa hợp nhất và thịnh vượng chung của Hoa Kỳ bao gồm 14 đảo nằm trong tây bắc Thái Bình Dương. Quần đảo Bắc Mariana chiếm 14 đảo phía bắc của Quần đảo Mariana. Đảo xa nhất ở phía nam Quần đảo Mariana là Guam cũng là một lãnh thổ khác riêng biệt của Hoa Kỳ. Cả Quần đảo Bắc Mariana và Guam là hai lãnh thổ cực đông nhất của Hoa Kỳ (nằm ở phía tây đường đổi ngày). Cục Điều tra Dân số Hoa Kỳ báo cáo tổng diện tích đất của quần đảo là 463,63 km² (179,01 dặm vuông).
Dân số của quần đảo là 80.362 (ước tính vào năm 2005). Điều tra dân số chính thức năm 2000 của Hoa Kỳ cho biết con số là 69.221. Cũng lưu ý rằng Quần đảo Mariana có tỉ lệ giới tính nữ so với nam cao nhất thế giới, trung bình cứ 77 nam thì có 100 nữ.

## Địa lý và khí hậu

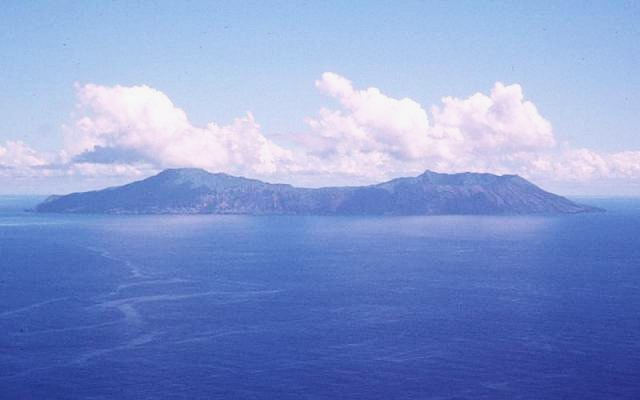
Phong cảnh của đảo Anatahan ở ngoài khơi.

Quần đảo Bắc Mariana cùng với Guam ở phía nam, hợp thành Quần đảo Mariana.
Các đảo phía nam là đảo đá vôi với nền đất bằng phẳng và có các dãy đá san hô viền quanh. Các đảo phía tây là đảo núi lửa, có núi lửa vẫn còn hoạt động như trên Anatahan, Pagan và Agrihan. Núi lửa trên Agrihan là điểm cao nhất trong quần đảo (965 mét). Khoảng một phần năm đất đai trồng trọt được, một phần mười là các đồng cỏ thiên nhiên. Nguồn lợi thiên nhiên chủ yếu là cá nhưng cũng là điều gây nên mâu thuẫn với việc bảo vệ các loài vật thú hiếm. Những phát triển trước đây tạo ra các vùng chứa rác mà cần phải dọn dẹp và nó cũng gây ra ô nhiễm nguồn nước ngầm tại Saipan, có thể đã mang đến bệnh tật.
Anatahan là một đảo núi lửa nhỏ, 120 km (80 dặm) về phía bắc của Đảo Saipan và 320 km (200 dặm) về phía bắc Guam. Đảo dài khoảng 9 km (5.6 dặm) và rộng khoảng 3 km (2 dặm). Anatahan bỗng nhiên phun lửa từ miệng núi lửa phía đông vào ngày 10 tháng 5 năm 2003 lúc 5:00 p.m. (17:00h). Từ lúc đó đến nay nó tiếp tục thay đổi giữa giai đoạn phun và bình lặng. Vào ngày 6 tháng 4 năm 2005, khoảng 50.000 mét khối tro bụi và đá bị tung lên, tạo thành một đám mây lớn và đen trôi về phía nam trên Saipan và Tinian. Những lần phun vừa qua khiến nhiều chuyến bay thương mại phải đổi đường bay.
Quần đảo có khí hậu nhiệt đới biển trung hòa bởi gió mùa đông bắc hay còn gọi là gió mậu dịch. Có ít thay đổi nhiệt độ giữa các mùa; mùa khô từ tháng 12 đến tháng 6, và mùa mưa từ tháng 7 đến tháng 10 có thể có bão. Sách ghi Kỷ lục Thế giới Guinness (Guinness Book of World Records) nói rằng Saipan có nhiệt độ đều hòa nhất thế giới.

## Lịch sử

### Các nước châu Âu chiếm đóng
Cuộc thám hiểm khu vực này lần đầu tiên của người châu Âu là do Ferdinand Magellan thực hiện năm 1521. Ông đổ bộ lên Đảo Guam cạnh đó và tuyên bố chủ quyền quần đảo cho Tây Ban Nha. Sau khi ông gặp mặt người bản thổ và được cho tỉnh dưỡng nghỉ ngơi ăn uống, để đổi lại người bản thổ Chamorros tự ý lấy một chiếc xuồng nhỏ thuộc đội thuyền của Magellan. Chuyện này đã dẫn đến sự xung đột văn hóa vì đối với văn hóa cổ của người Chamorro, có rất ít nếu không nói là không có gì là của riêng và chuyện lấy đồ mà mình cần giống như xuồng để đi câu cá thì không thể xem đó là ăn cắp trong mắt người dân địa phương.
Vì hiểu lầm văn hóa, khoảng sáu người dân địa phương bị hạ sát và một làng với 40 căn nhà bị đốt cháy trước khi chiếc xuồng được lấy lại và cả dãy quần đảo sau này có một cái tên đầu kinh bỉ là Islas de los Ladrones ("Quần đảo của những kẻ trộm").
Quần đảo sau đó bị Tây Ban Nha thôn tính và quản lý từ Philippines như là một phần của Đông Ấn thuộc Tây Ban Nha. Người Tây Ban Nha xây một Cung điện Hoàng gia tại Guam cho Thống đốc Quần đảo (dấu vết của nó vẫn còn thấy vào năm 2006).
Guam là một trạm dừng chân quan trọng từ México cho các đội thuyền buồm mang vàng và nhiều đồ quý giá khác giữa Philippines và Tây Ban Nha. Có nhiều thuyền buồm Tây Ban Nha bị chìm mà không tìm lại được ngoài khơi Guam.
Năm 1668 quần đảo được Padre Diego Luis de Sanvitores đặt tên lại là Las Marianas là tên của Mariana nước Áo, hóa phụ của vua Tây Ban Nha Philip IV.
Gần như toàn bộ thổ dân trên quần đảo chết dần mòn dưới sự cai trị của Tây Ban Nha, nhưng những người dân định cư mới, chủ yếu là người từ Philippines và Quần đảo Caroline, được đưa vào để tăng dân số cho quần đảo. Mặc dù vậy, dân số người Chamorro dần dần tăng lên và tiếng Chamorro, tiếng Filipino và tiếng Caroline trên căn bản vẩn khác biệt trên quần đảo cho đến ngày nay.
Quần đảo Mariana bị Đức kiểm soát một thời kỳ ngắn ngủi khi Tây Ban Nha bán quần đảo cho Đức, ngoại trừ Guam. Năm 1919 Nhật Bản xâm lược và chiếm đóng quần đảo và Hội Quốc Liên, tiền thân của Liên Hợp Quốc trao ủy thác quần đảo cho Nhật Bản.

### Thuộc địa của Nhật Bản
Đế quốc Nhật Bản chiếm Đảo Guam trong Chiến tranh thế giới thứ hai và dời chính quyền cai trị Nhật Bản về Guam. Nhật Bản sáp nhập Quần đảo Mariana mà không có sự ủng hộ của người cư dân của quần đảo và quân đội Nhật Bản bị tố cáo là đã thực hiện tội diệt chủng trong thời gian chiếm đóng quần đảo, bao gồm việc tra tấn và tàn sát cư dân trên cả Đảo Guam và quần đảo Bắc Mariana.

### Hoa Kỳ chiếm hữu
Năm 1944, Thủy quân Lục chiến Hoa Kỳ chiếm Guam với một giá rất đắt về sinh mạng. Từ ngoài biển nhìn vào thì không thấy các pháo đài phòng thủ của Nhật Bản. Thủy quân Lục chiến Hoa Kỳ phần lớn bị quét ngã như rạ bởi lực lượng phòng thủ của Nhật Bản khi họ tiến đến gần. Tuy nhiên Thủy quân Lục chiến thành công và lấy được cả Saipan và các đảo xa hơn về phía bắc. Tư lệnh Nhật Bản viết thư cho Thiên hoàng Hirohito xin lỗi vì để mất quần đảo và rồi tự sát.
Ngày 15 tháng 6 năm 1944, Thủy quân Lục chiến Hoa Kỳ đổ bộ lên quần đảo và cuối cùng đánh thắng Trận Saipan trong ba tuần giao tranh ác liệt. Quần đảo Mariana là phần cực điểm trong trang cuối cùng của cuộc chiến khi Tinian cung cấp điểm xuất phát cho việc dội bom Hiroshima.
Và đây là ghi chú bên lề bất thường, với việc ký hiệp ước đình chiến, cuộc chiến chưa hẳn là chấm dứt đối với tất cả mọi người. Vào năm 1972, Shoichi Yokoi, một người lính Nhật Bản đã sống ẩn núp gần ngôi làng Talofofo từ thời Chiến tranh thế giới thứ hai. Ông ta là người lính cuối cùng còn đang thi hành nhiệm vụ khi người Nhật Bản rời bỏ Guam, và gia đình ông nghĩ rằng ông đã chết trong lúc chiến đấu.

### Thịnh vượng chung
Sau khi Nhật Bản bại trận, quần đảo được quản lý bởi Hoa Kỳ như là một phần của Lãnh thổ Ủy thác Quần đảo Thái Bình Dương của Liên Hợp Quốc; như thế về quốc phòng và đối ngoại là trách nhiệm của Hoa Kỳ. Cư dân Quần đảo Bắc Mariana quyết định vào năm 1970 là không giành độc lập nhưng thay vì vậy mở một nối liên kết gần gũi với Hoa Kỳ. Thương lượng để tìm một tình trạng chính trị lãnh thổ bắt đầu vào năm 1972. Một hiệp ước thành lập khu thịnh vượng chung liên hiệp chính trị với Hoa Kỳ được chấp thuận vào năm 1975. Một chính quyền mới và hiến pháp mới bắt đầu có hiệu lực vào năm 1978.

## Chính trị
Quần đảo Bắc Mariana là một vùng thịnh vượng chung liên hiệp chính trị với Hoa Kỳ. Ngân quỹ liên bang dành cho vùng thịnh vượng chung do Phòng Quốc hải vụ Hoa Kỳ thuộc Bộ Nội vụ Hoa Kỳ điều hành.
Như các lãnh thổ khác và các chính phủ của các tiểu bang, quyền hành pháp được thực hiện bởi Thống đốc Quần đảo Bắc Mariana. Quyền lập pháp nằm trong tay Lập Pháp Lưỡng viện Quần đảo Bắc Mariana. Tư pháp đứng độc lập khỏi ngành hành pháp và lập pháp.
Tuy nhiên, nền chính trị tại quần đảo thường mang tính chất quan hệ gia đình và trung thành với cá nhân. Một gia đình lớn gồm nhiều thế hệ thì quan trọng hơn là phẩm chất cá nhân của người ra ứng cử. Nhiều người chỉ trích, bao gồm tác giả trang mạng [saipansucks.com] tố cáo đây chính là chủ nghĩa gia đình trị mang vỏ bọc dân chủ bên ngoài.
Quần đảo Bắc Mariana là nơi của một sự việc gây tranh cãi có liên quan đến Dân biểu John Doolittle (Cộng hoà, California), Jack Abramoff, và Dân biểu Richard Pombo (Cộng hoà, California) vì mối quan hệ bị tố cáo là liên quan đến Hội Sản xuất Hàng dệt may Saipan và Quần đảo Bắc Mariana trong vai trò ngăn cản ngành lập pháp truy cứu các xưởng làm thuê như nô lệ và ổ chứa mại dâm tại quần đảo trong năm 2001.
Quần đảo Bắc Mariana bị tố cáo là chứa chấp các hình thức lạm dụng lao động nhất không nơi nào bằng tại Hoa Kỳ. Theo Quỹ Hành động vì Tiến bộ Mỹ (American Progress Action Fund), "Những kẻ buôn người đem hàng ngàn người đến đó làm việc như các nô lệ tình dục và trong các xưởng may làm việc nặng nhọc trong điều kiện tù túng. Nơi đây quần áo may xong được gắn nhãn hiệu "Chế tạo tại Hoa Kỳ" và giao hàng cho các thương hiệu chính."

## Tình trạng chính trị
Năm 1947, Quần đảo Bắc Mariana trở thành một phần trong "Lãnh thổ Ủy thác Quần đảo Thái Bình Dương" của Liên Hợp Quốc sau Chiến tranh thế giới thứ hai (Trust Territory of the Pacific Islands - TTPI). Hoa Kỳ trở thành thẩm quyền quản lý Lãnh thổ Ủy thác Quần đảo Thái Bình Dương theo các điều khoản của một thỏa hiệp ủy thác. Năm 1976, Quốc hội chấp thuận một Hiệp ước có thương thảo hai bên để thiết lập một Thịnh vượng chung Quần đảo Bắc Mariana (CNMI) liên hiệp chính trị với Hoa Kỳ. Chính quyền Thịnh vượng chung Quần đảo Bắc Mariana ban hành hiến pháp riêng của mình vào năm 1977, và chính quyền hiến pháp nhậm chức vào tháng 1 năm 1978. Hiệp ước được áp dụng triệt để vào ngày 3 tháng 11 năm 1986, theo đúng Tuyên cáo Tổng thống số. 5564, ban quyền công dân Hoa Kỳ cho các cư dân hội đủ tiêu chuẩn là cư dân hợp pháp của vùng Thịnh vượng chung Quần đảo Bắc Mariana.
Ngày 22 tháng 12 năm 1990, Hội đồng Bảo an Liên hiệp Quốc chấm dứt Lãnh thổ Ủy thác Quần đảo Thái Bình Dương như được áp dụng cho Thịnh vượng chung Quần đảo Bắc Mariana và năm đảo khác của Quần đảo Marshall và Liên bang Micronesia (Chuuk, Kosrae, Pohnpei và Yap). Tất cả là 7 khu ban đầu của Lãnh thổ Ủy thác Quần đảo Thái Bình Dương.
Theo hiệp ước, tổng quát, luật liên bang áp dụng cho Thịnh vượng chung Quần đảo Bắc Mariana. Tuy nhiên, Thịnh vượng chung Quần đảo Bắc Mariana ở bên ngoài lãnh thổ hải quan của Hoa Kỳ. Mặc dù những luật lệ về nội thu áp dụng trong hình thức là một thứ thuế thu nhập địa phương, hệ thống thuế thu nhập phần nhiều là quyết định bởi địa phương. Theo Hiệp ước, mức lương tối thiểu và luật di trú liên bang sẽ không áp dụng với Quần đảo Bắc Mariana.

## Kinh tế
Quần đảo Bắc Mariana hưởng lợi từ các trợ cấp đáng kể và tài trợ phát triển từ Chính phủ liên bang Hoa Kỳ. Nền kinh tế phụ thuộc nặng về du lịch, đặc biệt là từ Nhật Bản, và lĩnh vực sản xuất hàng dệt may đang suy thoái nhanh. Kỹ nghệ du lịch cũng suy thoái. Từ cuối năm 2006, du lịch giảm 15,23 phần trăm.
Quần đảo Bắc Mariana đã thành công trong việc sử dụng vị trí của nó thành vùng tự do mậu dịch với Hoa Kỳ trong lúc đó lại không bị chi phối bởi luật lao động của Hoa Kỳ. Thí dụ, tiền lương tối thiểu 3,05 USD một giờ tại quần đảo thấp hơn nhiều so với tại Hoa Kỳ và những bảo hộ lao động khác còn yếu kém nên chi phí sản xuất thấp hơn. Điều này cho phép hàng dệt may có nhãn hiệu "Chế tạo tại Hoa Kỳ" mà không tuân theo hết những luật lệ lao động của Hoa Kỳ. Một dự luật được thông qua tại Hạ viện Hoa Kỳ sẽ nới rộng luật lương tối thiểu trung bình của liên bang bao gồm cả Quần đảo Bắc Mariana và nâng mức lương tối thiểu lên 7,00 USD một giờ nếu nó được ký thành luật.
Việc miễn áp dụng luật lao động Hoa Kỳ đối với quần đảo đã đưa đến nhiều tình trạng bóc lột bị phanh khui bao gồm những cáo buộc gần đây về sự hiện hữu của các xưởng làm việc nặng nhọc và môi trường tồi túng, lao động trẻ em, mại dâm trẻ em, và thậm chí cưỡng bức phá thai.
Một hệ thống di dân riêng lẻ ngoài tầm kiểm soát của chính phủ Hoa Kỳ đưa đến kết quả là một số lượng lớn công nhân di cư từ Trung Hoa đến làm việc trong ngành dệt may của quần đảo. Tuy nhiên, việc bãi bỏ hạn chế hàng nhập cảng từ Trung Hoa vào Hoa Kỳ của Tổ chức Thương mại Thế giới đã đặt thương mại của quần đảo dưới áp lực nặng nề, đưa đến một số xưởng gần đây phải đóng cửa.
Sản xuất nông nghiệp, chủ yếu là bột sắn hột, bò, dừa, sa kê, cà, và dưa hiện hữu nhưng rất có tầm quan trọng kinh tế rất nhỏ.

### Sự miễn thi hành các quy định của liên bang
Mặc dù Thịnh vượng chung Quần đảo Bắc Mariana là một phần của Hoa Kỳ. Có một số thành viên Quốc hội Hoa Kỳ thuộc Đảng Cộng hòa đã chống đối mạnh mẽ để giữ Quần đảo Bắc Mariana khỏi các quy định của liên bang, bảo tồn nó theo hình thức chủ nghĩa tư bản nguyên vẹn hơn mà không bị ràng buột bởi những luật lệ quy định lao động. Năm 1998, Dân biểu Cộng hòa Tom Delay gọi Thịnh vượng chung Quần đảo Bắc Mariana là "a perfect Petri dish of capitalism" (một cái đỉa "nuôi tế bào" hoàn hảo của chủ nghĩa tư bản). Và hai năm sau, khi nói chuyện với Thống đốc Quần đảo Bắc Mariana, Delay nổi tiếng qua lời nói:
You are a shining light for what is happening in the Republican Party, and you represent everything that is good about what we’re trying to do in America in leading the world in the free-market system.
(Các bạn là một ánh hào quang cho những gì đang xảy ra trong Đảng Cộng hoà, và các bạn đại diện cho mọi thứ tốt đẹp về những gì chúng ta đang nỗ lực để làm tại Mỹ trong việc dẫn dắt thế giới vào hệ thống thị trường tự do.)
Tuy nhiên, sự thiếu những quy định về lao động không phải là không có vấn đề gây tranh cãi. Chuyện không áp dụng các quy định về lao động của liên bang đã tạo ra nhiều hành vi lao động cực đoan, chưa từng thấy khắp nơi tại Hoa Kỳ. Những hành vi cực đoan này bao gồm: cưỡng bức công nhân phá thai (như đã được phơi bày trong tiết mục 20/20 ngày 18 tháng 3 năm 1998 của đài truyền hình ABC), cầm giữ phụ nữ như nô lệ và ép họ hành nghề mại dâm (như việc Bộ tư Pháp Hoa Kỳ đã truy tố những kẻ buôn người của Quần đảo Bắc Mariana vào năm 1999 đã chứng minh điều này). Từ 2005-2006, vấn đề miễn giảm quy định đối với Quần đảo Bắc Mariana bị phanh khui trong những vụ tai tiếng chính trị ở Hoa Kỳ của Dân biểu Tom DeLay và người vận động hành lang Jack Abramoff.

## Giao thông

Bản số xe hiện tại trên Quần đảo Bắc

Quần đảo có trên 350 km đường xa lộ, ba phi trường có phi đạo rải nhựa (một có chiều dài 3000 mét hay 9840 ft; hai có chiều dài 2000 mét hay 6560 ft), ba phi trường không rải nhựa (một dài 3000 mét; hai dưới 1000 mét), và một sân trực thăng.

## Các đảo, nhóm đảo và các khu tự quản
Quần đảo có tổng diện tích 463,63 km². Tổng thể được trình bày tiếp theo sau với thứ tự các đảo đi từ bắc xuống nam.
| Số | Đảo                           | Diện tích (km2) | Dân số Thống kê năm 2000 | Cao độ (m) | -                   |  |
| -- | ----------------------------- | --------------- | ------------------------ | ---------- | ------------------- |  |
| 1  | Farallon de Pajaros (Urracas) | 2,55            | 0                        | 319        |                     |  |
|    | Rạn san hô Supply             | 0.00            | 0                        | -8         |                     |  |
| 2  | Quần đảo Maug                 | 2,13            | bị chiếm đóng 1939-44    | 227        | (North Island)      |  |
| 3  | Asuncion                      | 7,31            | 0                        | 891        |                     |  |
| 4  | Agrihan (Agrigan)             | 43,51           | di tản năm 1990          | 965        | Núi Agrihan         |  |
| 5  | Pagan                         | 47,23           | di tản năm 1981          | 579        | Núi Pagan           |  |
| 6  | Alamagan                      | 11,12           | 6                        | 744        | Banadera            |  |
| 7  | Guguan                        | 3,87            | 0                        | 301        |                     |  |
|    | Farallon de Torres            | 0.0             | 0                        | 0          |                     |  |
| 8  | Sarigan                       | 4,97            | Có người trước đây.      | 549        |                     |  |
| 9  | Anatahan                      | 31,21           | Di tản năm 1990          | 787        |                     |  |
| 10 | Farallon de Medinilla         | 0,85            | 0                        | 81         |                     |  |
| 11 | Saipan                        | 115,39          | 62 392                   | 474        | Núi Tapochau        |  |
| 12 | Tinian                        | 101,01          | 3 540                    | 170        | Kastiyu (Đồi Lasso) |  |
| 13 | Aguijan (Agiguan)             | 7,09            | 0                        | 157        |                     |  |
| 14 | Rota                          | 85,38           | 3 283                    | 491        | Núi Manira          |  |
|    | Quần Đảo Bắc Mariana          | 463,63          | 69 221                   | 965        | Núi Agrihan         |  |

Về hành chánh, Thịnh vượng chung Quần đảo Bắc Mariana được chia ra thành bốn khu tự quản:
Các đảo từ số 1 đến số 10 được gọi chung là Quần đảo Bắc, cùng hợp thành Khu Tự quản Quần đảo Bắc.
Các đảo 11 đến 14 được gọi chung là Quần đảo Nam là các Khu Tự quản Saipan, Tinian, và  Rota (Aguijan không người là một phần của Khu Tự quản Tinian).
Vì mối đe dọa của núi lửa, các đảo miền bắc dường như đã di tản hết. Hiện tại nơi dân cư ở chỉ hạn chế trên Agrihan, Pagan, và Alamagan, nhưng dân số luôn thay đổi vì các yếu tố kinh tế thay đổi bao gồm giáo dục trẻ em. Thống kê tháng 4 năm 2000 cho thấy chỉ có sáu người trên cả Khu tự quản Quần đảo Bắc (lúc đó sống trên Alamagan), và văn phòng thị trưởng Quần đảo Bắc bị "lưu vong" về Saipan.
Saipan, Tinian, và Rota chỉ có cảng và bến tàu, và là các đảo có người sinh sống thường trực.